# Arthur Kluckers
Arthur Kluckers (15 marzo 2000) è un ciclista su strada e ciclocrossista lussemburghese che corre per la Tudor Pro Cycling Team.

## Palmarès

### Strada
- 2017 (Juniores)

Campionati lussemburghesi, Prova a cronometro Junior
- 2018 (Juniores)

Campionati lussemburghesi, Prova a cronometro Junior
- 2021 (Leopard Pro Cycling, due vittorie)

Campionati lussemburghesi, Prova in linea Under-23
Campionati lussemburghesi, Prova a cronometro Under-23
- 2022 (Leopard Pro Cycling, tre vittorie)

5ª tappa Flèche du Sud (Esch-sur-Alzette > Esch-sur-Alzette)
Campionati lussemburghesi, Prova a cronometro Under-23
4ª tappa Tour Alsace (Kembs > Altkirch)
- 2024 (Tudor Pro Cycling Team, una vittoria)

Campionati lussemburghesi, Prova a cronometro
- 2025 (Tudor Pro Cycling Team, una vittoria)

Campionati lussemburghesi, Prova in linea

### Cross
- 2017-2018 (Juniores)

Grand Prix Möbel Alvisse, Junior (Leudelange)

### Mountain bike
- 2018 (Juniores)

Campionati lussemburghesi, Cross country Junior

## Piazzamenti

### Classiche monumento
- Milano-Sanremo

2023: 109º
2024: ritirato
- Giro delle Fiandre

2025: 100º
- Parigi-Roubaix

2025: 74º
- Giro di Lombardia

2023: ritirato

### Competizioni mondiali
- Campionati del mondo su strada

Bergen 2017 - Cronometro Junior: 54º
Bergen 2017 - In linea Junior: 97º
Innsbruck 2018 - Cronometro Junior: 31º
Innsbruck 2018 - In linea Junior: ritirato
Harrogate 2019 - In linea Under-23: 92º
Fiandre 2021 - Cronometro Under-23: 41º
Fiandre 2021 - In linea Under-23: 43º
Wollongong 2022 - In linea Under-23: ritirato
- Campionati del mondo di ciclocross

Valkenburg 2018 - Junior: 18º

### Competizioni europee
- Campionati europei su strada

Herning 2017 - Cronometro Junior: 26º
Herning 2017 - In linea Junior: 114º
Brno 2018 - Cronometro Junior: 30º
Zlín 2018 - In linea Junior: 33º
Alkmaar 2019 - In linea Under-23: ritirato
Plouay 2020 - In linea Under-23: 13º
Trento 2021 - Cronometro Under-23: 14º
Trento 2021 - In linea Under-23: 24º
Anadia 2022 - Cronometro Under-23: 9º
Anadia 2022 - In linea Under-23: 13º
Limburgo 2024 - Cronometro Elite: 18º
Limburgo 2024 - In linea Elite: 79º
- Campionati europei di ciclocross

Pontchâteau 2016 - Junior: 33º